# Drela
Drela (niem. Drehle) – rzeka znajdująca się na terenie Pojezierza Iławskiego, źródła znajdują się w okolicy jeziora Skiertąg, na wschód od Morąga, wpada do jeziora Ruda Woda (zlewnia Kanału Elbląskiego). Drela przepływa przez tereny gminy Morąg i gminy Małdyty. Największa miejscowością położoną nad tą rzeką jest Morąg.
Powierzchnia zlewni wynosi 149,2 km². W zlewni przeważają piaski i gliny zwałowe, a charakteryzują zlewnię; gęsta sieć rzeczna i dużo bezodpływowych zagłębień terenu.
Rzeka płynie w wąskiej i głęboko wciętej dolinie, częściowo przepływa przez gleby pochodzenia torfowego.
W okresie badań, realizowanych w 1999 przez WIOŚ w Olsztynie, rzeka niosła wody pozaklasowe.
Tąga (niem. Tungel) – strumień, prawy dopływ Dreli, wpadającej do jeziora Ruda Woda.